# Calleville
Calleville är en kommun i departementet Eure i regionen Normandie i norra Frankrike. Kommunen ligger i kantonen Brionne som tillhör arrondissementet Bernay. År 2022 hade Calleville 661 invånare.

## Befolkningsutveckling
Antalet invånare i kommunen Calleville
Referens:INSEE